# Liste der Bischöfe von Down
Die folgenden Personen waren Bischöfe von Down bis 1441, seit 1441 von Down und Connor.

## Bischöfe von Down
- …–583 Fergus
- …–823 Suibhne
- um 956 Graithene
- …–962 Finghin
- …–1043 Flaithbertach
- …–1086 Mael Kevin
- erwähnt 1096 Samuel
- 1117 Mael Muire
- 1123 Oengus Ua Gormain
- 1124–1134 Mael Maedóc Ó Morgair [Malachias I.] (dann Erzbischof von Dublin)
- 1137–1148 Mael Maedóc Ó Morgair (zweites Mal)
- 1148–1175 Mael Isu mac in Chleirig Chuirr [Malachias II.]
- 1175 Gilla Domangairt Mac Cormaic [Gelasius oder Gilladomail McCormic]
- 1175 Amláin
- ca. 1176–1201 Echmilid [Echmílid mac Máel Martain oder Malachias III.]
- ca. 1202–ca. 1212 Radulfus OCist
- 1213–1242 Thomas
- 1251–1257 Randulphus
- 1258–1265 Reginaldus (dann Bischof von Cloyne)
- 1266–1276 Thomas Lydel [Liddel]
- 1277–1305 Nicholas le Blund OSB
- 1305–1313 Thomas Ketel
- 1314–1327 Thomas Bright OSB
- 1328 John von Baliconingham (auch Bischof von Cork)
- 1328–1353 Ralph von Kilmessan OFM
- 1353–1354 Gregor
- 1353–1365 Richard Calf I.
- 1365–1366 Robert von Aketon (dann Bischof von Kildare)
- 1367–1368 William White CRSA
- 1369–1386 Richard Calf II. OSB
- 1386–1394 John Ross
- 1394–1412 John Dongan OSB (vorher Bischof von Derry und Mann)
- 1413–1441 John Cely OSB [oder Sely]

1441 wurde das Bistum Down mit dem Bistum Connor zum Bistum Down and Connor vereint.

## Bischöfe von Down and Connor
- 1441–1450 John Fossard
- 1445 Ralph Alderle OESA
- 1447–1451 Thomas Pollard
- 1451–1453 Richard Wolsey OP
- 1453–1468 Thomas Knight OSB
- 1469–1485 Tadhg Ó Muirgheasa [Thaddaeus]
- 1485–1517 Tiberio Ugolino
- 1520–1539 Robert Blyth OSB
- 1539–1564 Eugene Magennis
- 1565–1580 Miler McGrath OFMConv (amtsenthoben) (ab 1571 auch anglikanischer Erzbischof von Cashel)
- 1580–1581 Donat Gallagher OFM (vorher Bischof von Killala)
- 1582–1612 Seliger Conor O’Devany OFM
  - 1614–1625 Patrick Hanratty (Apostolischer Vikar)
- 1626–1629 Edmund Dungan
- 1630–1640 Bonaventure Hugh Magennis OFM
- 1642–1643 Heber MacMahon (dann Bischof von Clogher)
- 1647–1653 Arthur Magennis OCist
  - 1657–1670 Michael O’Beirn (Apostolischer Vikar)
- 1671–1673 Daniel Mackey
- 1673–1711 Sedisvakanz
  - 1711–… Terence O’Donnelly (Apostolischer Vikar)
- 1717–1724 James O’Shiel OFM
- 1727–1739 John Armstrong
- 1740–1750 Francis Stuart OFM
- 1751–1760 Edmund O’Doran
- 1760–1778 Theophilus McCartan
- 1779–1794 Hugh McMullan
- 1794–1824 Patrick MacMullan
- 1825–1835 William Crolly (dann Erzbischof von Armagh)
- 1835–1865 Cornelius Denvir
- 1865–1885 Patrick Dorrian
- 1886–1895 Patrick MacAlister
- 1895–1908 Henry Henry
- 1908–1915 John Tohill
- 1915–1928 Joseph MacRory (dann Erzbischof von Armagh)
- 1929–1962 Daniel Mageean
- 1962–1982 William J. Philbin
- 1982–1990 Cahal Daly (dann Erzbischof von Armagh)
- 1991–2008 Patrick Walsh
- 2008–2022 Noel Treanor (dann Apostolischer Nuntius)
- seit 2024 Alexander Aloysius McGuckian SJ